# Edosa darjeelingella
Edosa darjeelingella är en fjärilsart som beskrevs av Aleksei Konstantinovich Zagulajev 1964. Edosa darjeelingella ingår i släktet Edosa och familjen äkta malar. Inga underarter finns listade i Catalogue of Life.